# Jeminay
Jeminay (en uigur: جېمىنەي, romanizado: Jëminay; en chino, 吉木乃; pinyin, Jímùnǎi) es un condado bajo la administración directa de la Prefectura Altái en la Región autónoma de Sinkiang, República Popular China. Su área es de 7145 km² y su población total para 2020 superó los 34 mil habitantes.

## Administración
Desde octubre de 2021, el condado Jeminay se divide en 7 pueblos que se administran en 4 poblados y 3 villas.